# کیمانا
کیمانا روستایی در استان ریفت والی، کنیا می‌باشد. استان ریفت والی یکی از استان‌های کنیا در شرق آفریقاست و در جنوب آن قرار دارد. کیمانا نیز یکی از روستاهای این استان است. استان ریفت والی با وسعتی بیش از ۱۰۵۰۰ کیلومتر مربع، در شمال شرقی کنیا قرار دارد و با پوشش‌های طبیعی متنوعی از جمله دریاچه‌ها، جنگل‌ها، کوهستان‌ها و بیابان‌ها مشهور است. این استان دارای جمعیتی بالغ بر ۶ میلیون نفر است که بیشتر آن‌ها در حومه شهر نایروبی زندگی می‌کنند.
کیمانا نیز یکی از روستاهای استان ریفت والی است که در منطقه‌ای کوهستانی واقع شده و دارای یک جمعیت کوچک است. این منطقه با طبیعتی زیبا و پوشیده از جنگل‌ها و درختان میوه مشهور است و برای گردشگرانی که به دنبال طبیعت‌گردی و کوهنوردی هستند، جاذبه دارد.